# Caesar (koktejl)
Caesar (též známý jako Bloody Caesar) je kanadský koktejl, který obsahuje vodku, caesar směs (směs rajčatové šťávy a vývaru ze škeblí), pálivou omáčku a worcestrovou omáčku. Je servírován ve velké sklenici s ledem, která je lemovaná celerovou solí a je typicky zdobená stonkem celeru. Od koktejlu Bloody Mary se odlišuje především použitím vývaru ze škeblí. Může být zaměňován s koktejlem Michelada, který má podobné aromatické složky, ale místo vodky obsahuje pivo.

## Historie
Byl vynalezen v Calgary v Albertě v roce 1969 restauratérem Walterem Chellem na oslavu otevření nové italské restaurace ve městě. Koktejl je v Kanadě velmi oblíbený a každoročně se jich zde prodá přes 350 milionů.